# Chasseurs des Alpes
Les chasseurs des Alpes (Cacciatori delle Alpi en italien) sont des volontaires constitués en brigade commandée par Giuseppe Garibaldi et qui combattent pour la libération de la Lombardie septentrionale au cours de la deuxième guerre d'indépendance italienne.

## Naissance du corps
En 1859, dans le Piémont, de nombreux exilés des différents duchés, de Lombardie-Vénétie, du Trentin arrivent en grande partie désireux d'être enrôlés sous les ordres de Victor-Emmanuel II, roi de Sardaigne. Au mois de juin, après la déclaration de la guerre, l'effectif se monte à 40 000 hommes.
Dans ses mémoires Garibaldi rappelle le parcours classique des exilés de Lombardie-Vénétie : ils passent par la route de Côme, le long des sentiers de contrebande conduit par des contrebandiers, ils entrent dans le complaisant canton du Tessin dirigé par un gouvernement libéral proche de Cavour, passent par Lugano et Magadino et, de Locarno, les exilés sont transportés gratuitement sur les vaporetti jusqu'à Arona avant de poursuivre en train au travers du territoire piémontais, jusqu'à la gare de Turin-Porta-Susa.
Une fois à Turin, les expatriés sont soumis à une commission d'engagement qui enrôle dans l'armée royale les plus aptes qui sont âgés de dix-huit à vingt-six ans. Les autres, y compris ceux faisant preuve d'une foi républicaine, sont dirigés vers les corps des volontaires en cours de constitution.

## La constitution du corps

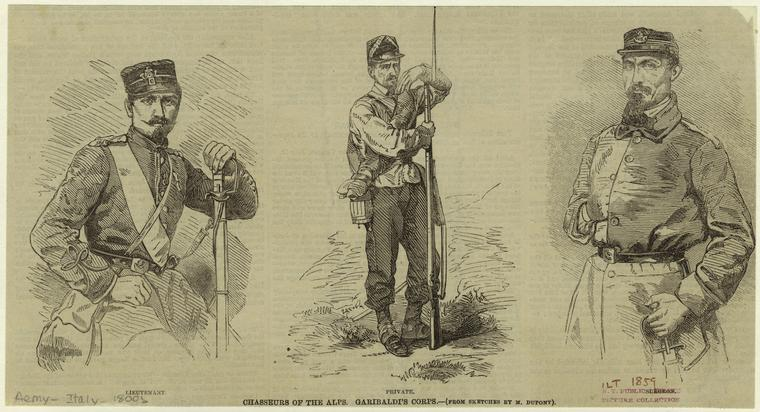
Uniforme des Chasseurs des Alpes.

Depuis le 20 février 1859, à Coni, près du monastère de Santa Chiara, un premier détachement de chasseurs est constitué. À celui-ci s'ajoute, le 20 mars, un second détachement à Savillan près du monastère de San Monaca. Les détachements sont affectés dans des casernes dotées de logements et d'armements.
La constitution des corps de volontaire ou corps francs, comme on les surnomme à l'époque, est strictement interdit par la convention militaire de décembre 1858 entre la France et le royaume de Sardaigne mais Cavour, fait ajouter, en février 1859, un article à la loi sur la garde nationale  qui autorise le gouvernement à former des corps spéciaux  de volontaires inscrits sur les rôles de la garde nationale. En conséquence, par le décret royal du 17 mars le corps des chasseurs de la Stura est créé comme unité de la  garde nationale sans violer, formellement, le traité. Bien évidemment, Napoléon III n'est pas dupe mais tolère la situation, les chasseurs dépendant, initialement, du ministère de l'intérieur, puis du ministère de la guerre.
Les détachements de Savillan et de Coni sont mis aux ordres de trois garibaldiens (Nicola Arduino de Diano Marina, parmi les fondateurs de la société de tir sur cible Giacomo Medici et Enrico Cosenz), Garibaldi assume le commandement à partir du 17 mars. Pour l'occasion les deux premiers sont promus lieutenant-colonel de l'armée royale et le troisième major général par décret du 25 avril 1859).

## Les forces à disposition
Le 16 mars, à Coni, l'enrôlement commence et permet la formation du 1er régiment. Le 7 avril la formation du 2e régiment de chasseurs des Alpes débute, le 17 avril celui des chasseurs des Apennins avec un détachement à Aqui.
Le général Enrico Cialdini a pour charge leur organisation, plusieurs officiers des  bersaglieri celles de leur instruction sous le commandement des deux lieutenants-colonels, les sus mentionnés Cosenz et Medici. C'est plus ou moins à cette période que les chasseurs de la Stura sont appelés les chasseurs des Alpes.
Lors de la déclaration de la guerre par les Autrichiens, le 24 avril, au 1er régiment de Cosenz et au 2e de Medici s'ajoute une compagnie d'éclaireurs à cheval et un détachement de carabiniers génois.
Il s'agit d'une brigade légère d'à peu près 1 000 hommes par régiment, sans canons et sans cavalerie, à l'exception des éclaireurs, peu armée et peu équipée mais disposant de l'uniforme piémontais, animée d'une fort esprit de combat et emmené par des officiers experts, tous des anciens combattants  de la première guerre d'indépendance italienne ou de la république romaine.
Au cours du conflit, les recrues de la brigade augmentent. Le 4 mai la constitution du 3e régiment de chasseurs commence aux ordres de Nicola Arduino qui rejoint Garibaldi le 8 mai. Le 14 mai, en ajoutant l'unité des carabiniers génois, la 1re compagnie bersaglieri est formée.
Le 27 mai à Coni l’ambulance et la compagnie d'infirmiers sont créées. Le 30 mai la batterie d’artillerie et le groupe du train. Le 6 juin, à Coni une compagnie de sapeurs du génie.
Avec ses renforts, la brigade se compose de 3 500 hommes.
Le 2 juin les chasseurs des Apennins s'ajoutent constituant un régiment de 4 bataillons. Le 1er juillet il est renommé 4e régiment des chasseurs des Alpes, aux ordres de Camillo Boldoni, pour rejoindre Sondrio et passer sous les ordres du général Garibaldi le 8 juillet, le jour des préliminaires de l'armistice de Villafranca signé quelques jours plus tard le 12 juillet.
Le 21 juin un bataillon d'adolescent des trois compagnies est organisé et fin juin 1859, à Coni le 5e régiment, aux ordres de Giuseppe Marocchetti est en cours de création complété de 4 bataillons, qui ne prêtent serment que le 8 août alors que la guerre est presque finie. Mi-juillet 1859 les 1er, 2e, et 3e régiment sont organisés en quatre bataillons et les 2e, 3e, 4e compagnie de bersaglieri sont formées.

## Le début des combats

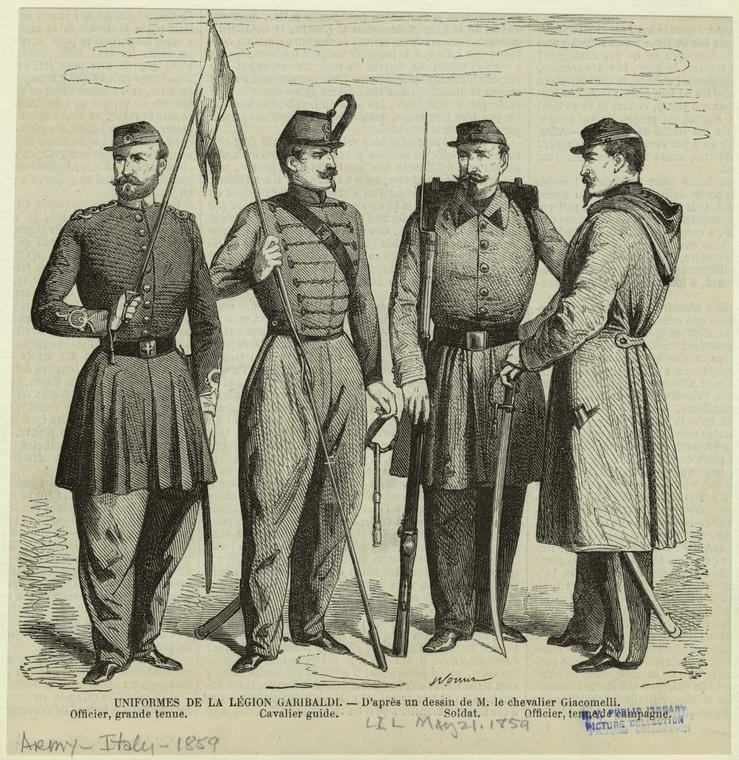
De gauche à droite: officier en grand uniforme, éclaireur à cheval, fantassin, officier en tenue de campagne (21 mai 1859).

Le 24 avril 1859, les Autrichiens, utilisant le prétexte du refus des Piémontais de cesser l'enrôlement des exilés, déclare la guerre au royaume de Sardaigne, début les hostilités le 27 avril.
Les chasseurs sont au début affectés à  Casale, avec le gros de l'armée piémontaise qui attend entre Alexandrie – Valenza Po – Casale. Quand le 8 mai les Autrichiens avancent de Novare vers Turin, les volontaires se placent à Chivasso. Le 10 mai les Autrichiens commencent à se replier vers la Lombardie, ils les poursuivent à travers Biella et Borgomanero et les rejoignent le  22 mai à Arona. De là, dans la nuit du  22 au 23 mai, deux compagnies passent le Tessin à Castelletto, occupant par surprise Sesto Calende. C'est en cet endroit, qu'ils construisent le pont flottant sur le Tessin qui permet à toute la brigade de passer en Lombardie.
Les chasseurs des Alpes affrontent victorieusement le lieutenant maréchal Karl von Urban à Varèse, le 26 mai, et à San Fermo, le 27 mai.
Quand cette nouvelle arrive à Lecco, vidée de ses troupes autrichiennes, la municipalité emmenée par Campelli, Curioni et 19 conseillers votent un document d'adhésion au royaume de Sardaigne

## La première libération de Côme
Garibaldi entre à Côme dans la soirée du mai salué par la population. Le 28 mai il proclame l'annexion de la province de Côme (Côme, Lecco, Varèse) au royaume de Sardaigne. Emilio Visconti-Venosta prend possession de la province en qualité de commissaire royal.
La situation n'est, malgré tout, pas stable, les Autrichiens ne passant le Tessin que le 8 juin, soit 8 jours plus tard. Avec une seule brigade, Garibaldi ne peut imaginer conserver la ville libérée. Garibaldi est un guérilléro qui mène des offensives là où l'ennemi ne l'attend pas et se retire, sauf que Garibaldi, contrairement aux guérilléros d'aujourd'hui, est au service d'une armée régulière et son objectif principal n'est pas d'infliger un maximum de dégâts mais d'attirer à lui le plus grand nombre d'ennemis.
Ce n'est qu'après que les franco-piémontais auraient passé le Tessin et battu les Autrichiens que les chasseurs auraient mis fin à la guérilla et commencé à agir en soldats, menant une campagne classique, occupant les unes après les autres les villes préalpines situées à l'aile gauche de l'armée principale qui, elle, se trouve dans la plaine.
Côme est donc abandonné à son destin ainsi que Varèse et Lecco. Garibaldi se retire à Laveno, 45 kilomètres en arrière avec l'objectif de conquérir, sans succès, un petit fort autrichien.
Garibaldi laisse à Côme le major Gabriele Camozzi, à Varèse Carlo Carcano. Entre-temps Visconti-Venosta a pris possession de quatre bateaux à vapeur de la  Navigazione Lariana qui, pour se soustraire à la réquisition autrichienne, sont ancrés dans la partie haute du lac et sont rentrés à Cernobbio avec de nombreux volontaires des communes riveraines. C'est là que s'embarque Gabriele Camozzi qui arrive à  Lecco le 29 mai.

## Le bombardement de Varèse
Karl von Urban, qui certainement n'est pas préparé à une tactique de guérilla, reçoit des renforts alors qu'il est à Monza: à ses deux brigades s'ajoute le 1er corps d'armée autrichien, fort de cinq brigades à peine arrivées de la Bohème plus une supplémentaire qui reste à Bergame. De Monza, il décide de reconquérir les positions perdues.
Informé du repli de Garibaldi, il rejoint Varèse qui n'est plus défendue et évacuée par les chasseurs. Il exige une rançon exorbitante et ne l'obtenant pas, il ordonne son bombardement avant de l'occuper, les troupes menant des actions de saccage.
Comme Garibaldi mène une campagne de guérilla, Urban met en pratique une guerre de contre-guérilla et la première règle, hier comme aujourd'hui, est de donner une leçon à la population qui a donné assistance à la guérilla. Le bombardement constitue une punition exemplaire et pleine de résonance.

## La seconde libération de Côme

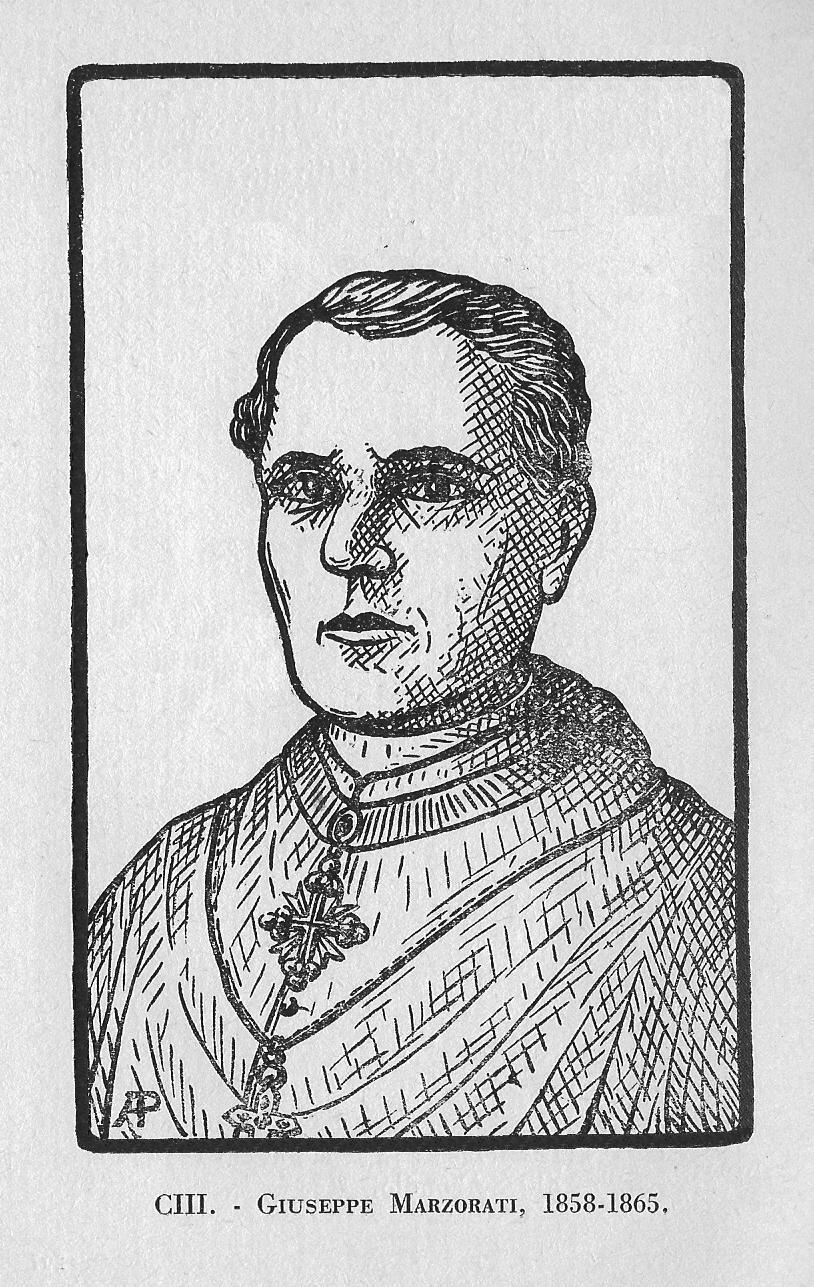
L'évêque Giuseppe Marzorati.

Entre-temps, Garibaldi s'est déplacé vers l'ouest : la conquête de  Laveno n'est même pas tentée, la petite forteresse dispose de 13 canons, 600 hommes et de trois bateaux armés de 16 canons et 180 hommes (qui s'étaient distingués quelques jours auparavant pour avoir bombardé des petites localités piémontaises sans défense).
Carlo Carcano reçoit l'ordre de chercher refuge avec les personnes les plus compromises et avec armes et munitions sur les monts.
De toute la province, des informations se diffusent indiquant de manière erronée que les Autrichiens se trouvent aux portes de Côme, l'évêque Giuseppe Marzorati, accompagné de quelques autorités  impériales (délégué provincial, président du tribunal, intendant des finances) arrive à Camerlata pour supplier la clémence d'Urban, mais ils l'attendirent en vain, celui-ci étant déjà passé par  Varèse.
Garibaldi fait le chemin retour et est repéré par le Autrichiens au-dessus de Varèse. Le 1er juin, alors qu'il bivouaque avec sa brigade à Robarello, sur la route entre Varèse et Côme, et qu'il est sur le point de reprendre la route vers Varèse, il est rejoint par la  marquise Giuseppina Raimondi (fille du patriote Giorgio Raimondi) et le chapelain de Fino Mornasco envoyés par Enrico visconti-Venosta. Elle apporte un appel de Côme pour une aide immédiate dans la crainte que la ville subisse le même sort que Varèse, bombardée par Urban. Garibaldi poursuit donc vers Côme et  fait sa seconde entrée dans la ville.
Urban l'aurait certainement mais il ne dispose plus du temps nécessaire : l'entière division est appelé en urgence par Ferencz Gyulai au sud, vers Gallarate qu'il rejoint le 3 juin, avec pour objectif de s'unir aux forces d'Eduard Clam-Gallas et tenter d'empêcher le passage des troupes  franco-sardes sur la rive lombarde du Tessin, entre Turbigo et Sesto Calende. Mais il désormais trop tard: la nuit du 2 juin, les Français ont jeté une tête de pont à Turbigo et quand  Clam-Gallas ordonne de la détruire, il ne dispose pas des forces d'Urban et échoue totalement son opération. L’armée française passe le fleuve et se prépare à la bataille de Magenta et à la libération de Milan.

## La libération de Bergame et Brescia

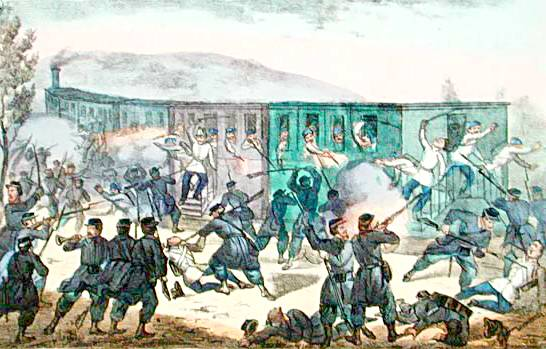
Attaque des chasseurs des Alpes d'un convoi autrichien à Seriate en juin 1859.

Les chasseurs peuvent donc arrêter de faire les guérilleros et commencer à mener une campagne régulière, la vraie aile gauche de l'armée principale qui avance dans la plaine.
Il s'agit désormais, d'avancer en occupant le territoire, libérant petit à petit toutes les villes de la face préalpine lombarde. En s'attardant si nécessaire à lutter contre d'éventuelles poches de résistance autrichienne qui constituent l'arrière-garde pour couvrir le grand repli autrichien vers les forteresses du quadrilatère.
Comme première étape, les chasseurs s'embarquent dans le port de Côme à bord d'une flottille de bateaux à vapeur de la Navigazione Lariana et le 6 juin, par le lac, ils arrivent à Lecco. Garibaldi prononce un bref discours à l'auberge Croce di Malta, il  poursuit sa marche et entre à Bergame le 8 juin, à Brescia le 14 juin, toujours précédé de l'avant-garde.

## La bataille de Treponti
Le 14 juin, après être sortie de Brescia dans les environs de Rezzato et Castenedolo, l’avant-garde composé de 1400 volontaires attaque l'arrière-garde de 4000 Autrichiens de la division du maréchal Urban. Enrico Cosenz se lance dans une charge rejoint par Turr. Après sept heures de combat, les Autrichiens repoussent les assaillants et poursuivent victorieux leur repli.

## Le lac de Garde
Après Treponti, les chasseurs ont terminé leur action sur l'aile gauche ayant atteint le lac de Garde, l’armée franco-sarde occupe le front qui va du lac à la forteresse de Mantoue. Arrivé au lac de Garde, Garibaldi, dont la présence n'est pas nécessaire auprès des troupes régulières, envisage  la possibilité de capturer un bateau à vapeur autrichien mais la supériorité navale des Autrichiens est trop importante. La petite brigade garibaldienne n'est pas suffisamment pourvue pour mener une action plus importante que celle d'un commando, ni protéger les rives du lac de Garde en cas d'attaque autrichienne, cet objectif est confié à la division commandée par le général Enrico Cialdini, le vainqueur de Palestro.
Les chasseurs reçoivent l'ordre de se déplacer plus au nord, dans le Valtellina pour courir vers le  col du Stelvio qui est équipé d'une excellente route militaire réalisé par les Autrichiens en 1825.

## Les opérations en Valtellina
Le 27 juin 1859, Garibaldi à la tête de sa brigade arrive dans la vallée. Il envoie avec une avant-garde d'à peu près 1 800 volontaires, sous les ordres du lieutenant-colonel Medici, qui chasse les Autrichiens de Bormio libérant le versant occidental de la route du Passo. Un détachement entier d'Autrichiens est capturé à Bagni Vecchi, Pietro Pedranzini se signale qui répètera l'exploit le 11 juillet 1866 au cours de la troisième guerre d'Indépendance).
Le 8 juillet 1859, il tente un assaut des défenses autrichiennes au travers des glaciers et des pentes rocheuses. Le 11 juillet, l'armistice de Villafranca est signé.

## Conclusion de la campagne
Garibaldi a commandé ses volontaires au cours de trois batailles dont deux victorieuses, parmi les chasseurs d'importance, on note Ippolito Nievo et Guerzoni.
Après l’armistice de Villafranca, la majeure partie des volontaires sont congédiés ; le ministère, par le décret du 6 septembre, ordonne la dissolution du corps et la formation d'une brigade de chasseurs des Alpes, constituée le 11 octobre avec le 1er régiment à Côme et le 2e régiment à Bergame. Le  14 mai 1860 la brigade prend pour nom brigade Alpes, 51e et 52e régiment de l'armée royale.
Les 51e et 52e  sont intégrés avec les troupes du bataillon Valtellinese dissous seulement le 20 mai 1860. L'artillerie, le service de santé et du train subissent le même sort le 30 novembre 1859.
En novembre, les éclaireurs à cheval sont licenciés, ils partent à Bologne avec Garibaldi.
Le bataillon des adolescents passé au 2e régiment dont les soldats sont âgés de plus de 17 ans sont envoyés à Biella. Le 9 février 1860, ce bataillon devient un bataillon de fils de militaires et est dissous le  1er janvier 1861.

## La troisième guerre d'indépendance
Au cours de la troisième guerre d'Indépendance italienne, les chasseurs des Alpes sont employés dans le Trentin  sud-occidental, toujours sous le commandement de Garibaldi entre juin et juillet 1866.

## La première guerre mondiale
Durant la Première Guerre Mondiale (1915-1918), la Brigade des “Alpi” (51° et 52° Régiment d'Infanterie). se bat vaillamment à la Marmolada, au Passo Fedaia, au Sasso di Mezzodì, au Col di Lana, au Pont de Vidor, sur le Grappa.

Appelée en renfort en France en 1918, la brigade (2e corps d'armée du général Albricci) combat à Bligny, au Bois de Courton, dans la vallée de l'Aisne, à Sissonne, Vauxerre, au Chemin des Dames, à Rozoy sur Serre.

## Sources
- (it) Cet article est partiellement ou en totalité issu de l’article de Wikipédia en italien intitulé « Cacciatori delle Alpi » (voir la liste des auteurs).